# Tour du Limousin 2009
La 42e édition du Tour du Limousin s'est déroulée du 18 au 21 août 2009. L'épreuve était classée dans l'UCI Europe Tour 2009 en  catégorie 2.1.

## La course
Les deux premières étapes se sont conclues par des arrivées au sprint : Borut Božič s'impose à Ussel malgré une échappée de Mathieu Perget et Nicolas Vogondy puis Samuel Dumoulin est le plus rapide à Felletin après que Jonathan Thiré et Anthony Charteau ont été repris à quelques kilomètres de l'arrivée.
Le Français Mathieu Perget profite de la troisième étape pour s'échapper avec son coéquipier David Arroyo. Ils ne sont pas repris et le Français qui est assuré de prendre la tête du classement général, laisse la victoire à Arroyo.
La Caisse d'Épargne réussit le doublé au classement général de cette édition malgré des attaques lors de la dernière étape, terminée également au sprint avec le succès pour Romain Feillu. Perget remporte ainsi sa première victoire chez les professionnels.

## Classements des étapes
| Étape     | Date    | Villes étapes                         | Distance | Vainqueur d'étape | Équipe           | Leader du classement général | Équipe           |
| 1re étape | 18 août | Limoges - Ussel                       | 160 km   | Borut Božič       | Vacansoleil      | Borut Božič                  | Vacansoleil      |
| 2e étape  | 19 août | Eymoutiers - Felletin                 | 187 km   | Samuel Dumoulin   | Cofidis          | Samuel Dumoulin              | Cofidis          |
| 3e étape  | 20 août | Saint-Martin-de-Jussac - Saint-Junien | 189 km   | David Arroyo      | Caisse d'épargne | Mathieu Perget               | Caisse d'épargne |
| 4e étape  | 21 août | Châlus - Limoges                      | 180 km   | Romain Feillu     | Agritubel        | Mathieu Perget               | Caisse d'épargne |

## Classement final
|     | Coureur           | Équipe                |    | Temps            |
| --- | ----------------- | --------------------- | -- | ---------------- |
| 1.  | Mathieu Perget    | Caisse d'Épargne      | en | 17 h 17 min 03 s |
| 2.  | David Arroyo      | Caisse d'Épargne      | +  | 3 s              |
| 3.  | Xavier Florencio  | Cervélo TestTeam      |    | 23 s             |
| 4.  | Sébastien Hinault | AG2R La Mondiale      |    | 28 s             |
| 5.  | Thomas Voeckler   | BBox Bouygues Telecom |    | 28 s             |
| 6.  | Sylvain Calzati   | Agritubel             |    | 30 s             |
| 7.  | Cyril Gautier     | BBox Bouygues Telecom |    | 42 s             |
| 8.  | Koos Moerenhout   | Rabobank              |    | 46 s             |
| 9.  | Dominique Rollin  | Cervélo TestTeam      |    | 48 s             |
| 10. | Björn Leukemans   | Vacansoleil           |    | 50 s             |